# جين ماريا ريد
جين ماريا ريد (بالإنجليزية: Jane Maria Read)‏ (4 أكتوبر 1853، بارنستابل في الولايات المتحدة)؛ مُدرسة، فنانة، كاتِبة وشاعرة أمريكية.